# Mokka (televíziós műsor)
A Mokka közéleti és bulvár témákkal foglalkozó reggeli tévéműsor, amely a Lazac váltásaként, 2004. szeptember 6-án indult a TV2-n. A műsor minden hétköznap reggel 6:55-kor kezdődik, és elsősorban közéleti témákkal, aktualitás hírekkel, kultúrával és gyakran populáris témákkal foglalkozik.

## Története
A műsor 2004. szeptember 6-án indult a Lazac váltásaként. A közéleti témák rendszerint az első órában kerülnek terítékre, ezt a második órában rendszerint könnyedebb témák követik. 2017. február 27-től megújult a Mokka díszlete is. 2019. október 14-én elindult a Mokkacino, melyben könnyedebb témákról beszélgetnek a vendégekkel. Következőleg 2023. szeptember 4-től ismét megújult a Mokka díszlete is.

## Műsorvezetők
| Műsorvezető            | Időszak                |
| Jelenlegi műsorvezetők | Jelenlegi műsorvezetők |
| ---------------------- | ---------------------- |
| Krasznai Dóra          | 2025–                  |
| Istenes László         | 2017–                  |
| Iszak Eszter           | 2022–                  |
| Szabó Zsófi            | 2024–                  |
| Váczi Gergő            | 2015, 2022–            |
| Zavaros Eszter         | 2025–                  |
| Rovat műsorvezetők     |                        |
| Erdélyi Mónika         | 2024–                  |
| Proksa Szandra         | 2025–                  |
| Korábbi műsorvezetők   |                        |
| Árpa Attila            | 2007                   |
| Azurák Csaba           | 2007–2009              |
| Czippán Anett          | 2015–2017              |
| Csiszár Jenő           | 2006–2007              |
| Csisztu Zsuzsa         | 2004-2007              |
| Demcsák Zsuzsa         | 2007–2017              |
| Dobó Ágnes             | 2020                   |
| Gyárfás Dorka          | 2004–2005              |
| Havas Henrik           | 2004–2006              |
| Jakupcsek Gabriella    | 2006–2008              |
| Joshi Bharat           | 2011–2012              |
| Kárász Róbert          | 2008–2016              |
| Liptai Claudia         | 2004–2011              |
| M. Kiss Csaba          | 2004–2006              |
| Mádai Vivien           | 2017–2022              |
| Orosz Barbara          | 2019–2025              |
| Pachmann Péter         | 2009–2025              |
| Papp Gergely           | 2007                   |
| Serfőző Krisztina      | 2017                   |
| Szabó Dóra             | 2017–2019              |
| Szebeni István         | 2016                   |
| Takács Bence           | 2019–2020              |
| Tatár Csilla           | 2008–2014              |
| Tornóczky Anita        | 2007–2008              |
| Vujity Tvrtko          | 2010–2016              |

### Vendég műsorvezetők
- Balázs Klári
- Bódi Sylvi
- Dorogi Gabriella
- Dudás Ádám
- Fehér Anettka
- Hadas Krisztina
- Kuncze Gábor
- Mesterházy Attila
- Nacsa Olivér
- Nagy Feró
- Novák Péter
- Szekeres Nóra
- Szijjártó Péter
- Till Attila
- Ungár Klára